# Phellinus adhaerens
Phellinus adhaerens är en svampart som beskrevs av J.E. Wright & Blumenf. 1984. Phellinus adhaerens ingår i släktet Phellinus och familjen Hymenochaetaceae.   Inga underarter finns listade i Catalogue of Life.